# Ben Townley
Ben Townley, född den 9 december 1984 i Taupo Nya Zeeland, är en motocrossförare från Nya Zeeland. Världsmästare i MX2 2004.
Han körde VM första gången 2001 i 125-klassen. Hans bästa placering var 10:a, och slutade 33:a i VM-tabellen. 
2002 gick det bättre och han kom på prispallen för första gången i Walkensvard i Nederländerna. Han vann också i Uddevalla i Sverige och kom på prispallen 3 gånger till, i Ryssland, Italien och Bulgarien. Totalt kom han 6:a i MX125 (nuvarande MX2). 
2003 körde Townley än en gång MX2 och kom på prispallen två gånger, i Tjeckoslovakien och Tyskland. Totalt kom han 11:a. 
2004 vann han 9 av 16 deltävlingar: i Belgien, Portugal, 2 gånger i Nederländerna, Storbritannien, Sverige, Tjeckoslovakien, Irland och i Sydafrika. Han blev MX2-världsmästare. 
2005 gick han upp till klassen MX1 och vann 4 gånger och slutade totalt trea efter Stefan Everts och Joshua Coppins. Det året representerade han även Nya Zeeland i Motocross des Nations. 
2006 lämnade han VM för att istället köra i Amerika. Fast på en träning så skadade han sig och missade nästan hela säsongen. Följande säsong, 2007, vann han AMA:s klass i supercross SX Lites East Coast och kom tvåa i motocrossens lätta klass AMA MX Lites efter Ryan Villapoto.